# Stefan Anton Reck
Stefan Anton Reck (* 26. April 1960 in Baden-Baden) ist ein deutscher Dirigent und Maler.

## Karriere
Nach dem Abitur auf dem Baden-Badener Richard-Wagner-Gymnasium studierte er an der Hochschule für Musik Klavier und gleichzeitig an der Universität Freiburg Philosophie und Kunstgeschichte. Er setzte sein Studium in Berlin fort und machte seinen Abschluss an der Hochschule der Künste im Jahr 1986. In der Zwischenzeit hatte er in Italien im Jahr 1985 den internationalen Dirigenten Wettbewerb „Arturo Toscanini“ gewonnen und kurz danach den Ersten Preis beim Internationalen Dirigenten-Wettbewerb „Gino Marinuzzi“.

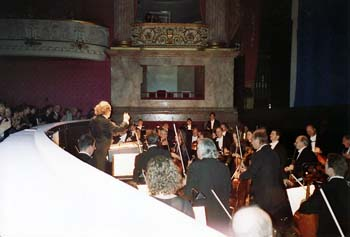
An der Bayerischen Staatsoper München. Alban Berg: Lulu, 2004–2005

1987 und 1990 besuchte er die Meisterklasse von Seiji Ozawa und Leonard Bernstein beim Tanglewood Music Festival. In den 1990er Jahren leitete Reck für jeweils vier Jahre das „Orchestra Sinfonica di Sanremo“ und das „Orchestra Regionale del Lazio“ in Rom. Von 1997 bis 2000 war Reck Assistent von Maestro Claudio Abbado für das Gustav Mahler Jugendorchester. In diesen Jahren hat Reck mit dem Gustav Mahler Jugendorchester mehrere Konzerte dirigiert, so die 7. Symphonie von Gustav Mahler in Havanna sowie die Sommertourneen 2000 mit Bartóks Der Wunderbare Mandarin und Gustav Mahlers Adagio aus der 10. Symphonie. Ebenfalls in diesen Jahren assistierte Reck Maestro Pierre Boulez in zahlreichen Produktionen, wie Notations, Strawinskys Sacre du Printemps, Varèses Amérique usw. 1998 übernahm Reck die Neuproduktion von Wagners Ring des Nibelungen am Teatro Verdi in Triest, im gleichen Jahr debütierte er in Verdis Falstaff, in einer Produktion mit Claudio Abbado und dem Mahler Chamber Orchestra in Ferrara.
Im Jahr 2000 wurde er zum Chefdirigenten des Teatro Massimo di Palermo gewählt, das 1997 nach Bemühungen des Mafia-Gegners und damaligen Bürgermeisters Leoluca Orlando nach 23 Jahren wieder eröffnet worden war.
2001 inszenierte und produzierte er dort eine „hochrespektable“, „imponierende“ Aufführung von Alban Bergs Oper Lulu. Besonders gerühmt wurde die klar verständliche Diktion der Sänger und eine außergewöhnliche Transparenz und Ausdruckskraft des Orchesterklangs.
Weitere Höhepunkte seiner Laufbahn waren: Arnold Schönberg: Moses und Aron, Erwartung; Arthur Honegger: Jeanne d’Arc au bûcher; das Festkonzert zur fünfjährigen Wiedereröffnung des historischen Theaters, mit dem Titel La Memoria dell'Offesa. Dedicato alle vittime dell'Olocausto e di tutte le violenze – auf dem Programm. Der Kaiser von Atlantis von Viktor Ullmann und A Survivor from Warsaw von Arnold Schönberg, mit Harvey Keitel als Sprecher.
Als Gastdirigent ist Reck weltweit an den führenden Opernhäusern und Konzertsälen aktiv: Bayerische Staatsoper München, Alban Berg Lulu (3-Akt-Fassung) und Bellini Norma; Semperoper Dresden europäische Erstaufführung Dead Man Walking von Jake Heggie und Verdi Aida; Oper Leipzig, Weber Der Freischütz, Oper Frankfurt, Verdi Don Carlo, Gran Teatro La Fenice, Richard Strauss Daphne (als CD und DVD als Live-Mitschnitt bei Dynamic), Teatro Regio di Torino Wagner Tristan und Isolde, Mozart Le Nozze di Figaro, Teatro Comunale di Bologna Wagner Tannhäuser, Los Angeles Opera Mozart Le Nozze di Figaro, New National Theatre Tokyo Wagner Die Meistersinger von Nürnberg, Alban Berg Lulu.
Zahlreiche Konzerte mit Orchestern wie: Orchestre National de France Paris, Orchestra del Maggio Musicale Fiorentino, Orchestra Sinfonica Nazionale della RAI di Torino, Gustav Mahler Jugendorchester, Tokyo Philharmonic Orchestra, Orchestre National de France Montpellier, Royal Scottish National Orchestra (Edinburgh Festival), NHK-Sinfonieorchester, Gustav Mahler Chamber Orchestra.
Im Oktober 2011 schließt Reck eine weitere Neuproduktion von Wagners Der Ring des Nibelungen mit der Götterdämmerung am neueröffneten Teatro Petruzzelli in Bari ab. Reck ist besonders als Kenner der Musik Gustav Mahlers und der Zweiten Wiener Schule (Arnold Schönberg, Alban Berg, Anton Webern) weltweit ein gefragter Dirigent für Konzert ebenso wie für Oper.
Seine neuesten Erfolge umfassen die Produktionen des Der fliegende Holländer von Richard Wagner signiert von Yannis Kokkos am Teatro Comunale di Bologna und am Teatro San Carlo in Neapel sowie Eine florentinische Tragödie von Alexander Zemlinsky am Teatro Regio in Turin.
Für 2015 ist Reck vom Orchestra Sinfonica Nazionale della RAI in Turin (RAI unter NuovaMusica) eingeladen, um ein Konzert zu Ehren des 90. Geburtstags von Pierre Boulez zu dirigieren, bei dem unter anderem Livre pour Cordes und Notations n. 1, 2, 3, 4, und 7 auf dem Programm stehen.
Dem Komponisten Pierre Boulez hat Stefan Anton Reck seinen Gemäldezyklus 12 Notations gewidmet. Stefan Anton Reck ist international als Experte für die Musik von Gustav Mahler und der Zweiten Wiener Schule (Berg, Schönberg, Webern) bekannt. Durch seine Auswahl des Repertoires, werden seine musikalische Intensität, Exzentrizität und starke Vorliebe für zeitgenössische Musik deutlich.
Eine Vorliebe, die auch in seinem breiten malerischen Schaffen deutlich wird, einer Gestik einer Sprache, die stark aus der Musik entlehnt ist, die sich in Zeichen und Farben bis zu Strukturen und Rhythmen einer schnellen Wahrnehmung verdichten.
Erst vor kurzem hat er begonnen, neben seiner Tätigkeit als Dirigent auch Ausstellungen seiner Malerei zu präsentieren, die in den großen Galerien und Museen in Italien wie auch international zu sehen sein werden.
Eine Auswahl seiner Werke werden erstmals in Italien in einer Personalausstellung beim PAN Palazzo delle Arti von Neapel, vom 18. September bis 19. Oktober 2014 ausgestellt.

## Diskographie
- R. Strauss: Daphne, Gran Teatro La Fenice, Dynamic, CD et DVD
- Berg: Lulu, Teatro Massimo di Palermo, OehmsClassics
- Wagner Portrait, Albert Dohmen, Orchestra del Teatro Massimo di Palermo, Arte Nova Classics
- Schostakowitsch: Symphonie Nr. 1, op. 10 ; Skrjabin, Le Poème de l’Extase, op. 54, Gustav Mahler Jugendorchester, edition Zeitklang
- Schönberg: Erwartung (Anja Silja) ; Poulenc, La voix humaine (Raina Kabaivanska), Orchestra del Teatro Massimo di Palermo
- Mahler: Symphonie Nr. 7, Gustav Mahler Jugendorchester, Preiser Records
- Mahler: Symphonie Nr. 10, Adagio
- Wagner: Wotans Abschied und Feuerzauber
- Bartók: Der wunderbare Mandarin, Gustav Mahler Jugendorchester, Preiser Records
- Tutino: Riccardo III, Orchestre del Teatro Sociale di Rovigo, Ermitage